# بایا ماره
شهر بایا ماره (به رومانیایی: Baia Mare) در شهرستان مارامورش در کشور رومانی واقع شده‌است. جمعیت این شهر ۱۳۷٬۹۷۶ نفر  است. در ارتفاع ۲۲۵ متر از سطح دریا واقع شده‌است.